# Flugplatz Athis

i7
i11
i13
Der Flugplatz Athis (engl. Athis Airfield) war im Zweiten Weltkrieg ein Militärflugplatz in Frankreich. Er lag in der heutigen Region Grand Est im Département Marne knapp drei Kilometer nordwestlich der Gemeinde Athis. Der Flugplatz war neben „Athis“ auch unter den beiden Namen „Tours-sur-Marne“ und „Bisseuil“, den nordöstlich bzw. nordwestlich gelegenen Nachbarorten bekannt.

## Geschichte
Nordwestlich von Athis errichteten deutsche Besatzungstruppen im Juli 1944 während des Zweiten Weltkrieges einen Feldflugplatz. Am nördlichen Rand des Flugfeldes, das zuvor landwirtschaftlich genutzt worden war, lag ein Waldgebiet, in dem die Flugzeuge geparkt wurden und sich die sonstigen rudimentären Einrichtungen für den Platzbetrieb befanden.
Mitte August 1944 war der Platz knapp zwei Wochen die Heimat der II. Gruppe des Jagdgeschwaders 3 (II./JG 3), gefolgt bis Monatsende von Stab und III. Gruppe des Jagdgeschwader 76 (Stab und III./JG 76), beide Gruppen waren mit der Bf 109G ausgerüstet.
Anfang September 1944 wurde der Flugplatz von den vorrückenden Amerikanern eingenommen. Nach einer kurzen Instandsetzung wurde Advanced Landing Ground A-76 (ALG A-76), so Athis’ alliierte Codebezeichnung, bis Anfang Oktober von der 36th Fighter Group, einer P-47-Einheit der Ninth Air Force der United States Army Air Forces (USAAF) genutzt.
Die Kontrolle des Geländes wurde ein Jahr später an Frankreich zurück übertragen. Nach einiger Zeit wurde es vom liegengebliebenen Kriegsschrott befreit und wird seither wieder landwirtschaftlich genutzt.